# Tommy Kono
Tamio "Tommy" Kono ( Sacramento, Califórnia, 27 de junho de 1930 – 24 de abril de 2016) foi um americano, campeão mundial e olímpico em halterofilismo.

## Carreira
Kono foi o único halterofilista a estabelecer recordes mundiais em quatro categorias de peso distintas, 21 recordes ao todo — dez na prensa militar ou desenvolvimento (movimento-padrão abolido em 1973), dois no arranco, três no arremesso e seis no total combinado.
Quadro de recordes
| Data       | Disciplina      | Marca    | Classe de peso | Lugar      |
| 26.07.1952 | Arranque        | 117,5 kg | –67,5 kg       | Helsinque  |
| 10.10.1952 | Desenvolvimento | 112,5 kg | –67,5 kg       | Copenhagen |
| 29.08.1953 | Arremesso       | 168,5 kg | –75 kg         | Estocolmo  |
| 29.08.1953 | Total           | 407,5 kg | –75 kg         | Estocolmo  |
| 10.10.1954 | Arremesso       | 172,5 kg | –82,5 kg       | Viena      |
| 10.10.1954 | Total           | 435 kg   | –82,5 kg       | Viena      |
| 10.10.1954 | Desenvolvimento | 131 kg   | –75 kg         | Lille      |
| 10.10.1954 | Total           | 410 kg   | –75 kg         | Lille      |
| 22.06.1955 | Desenvolvimento | 132,5 kg | –75 kg         | Leningrado |
| 09.03.1956 | Desenvolvimento | 144 kg   | –82,5 kg       | Honolulu   |
| 17.05.1956 | Desenvolvimento | 133,5 kg | –75 kg         | Honolulu   |
| 15.09.1956 | Desenvolvimento | 146 kg   | –90 kg         | Honolulu   |
| 26.11.1956 | Arremesso       | 175 kg   | –82,5 kg       | Melbourne  |
| 26.11.1956 | Arremesso       | 447,5 kg | –82,5 kg       | Melbourne  |
| 01.02.1957 | Desenvolvimento | 144,5 kg | –82,5 kg       | Honolulu   |
| 01.03.1957 | Desenvolvimento | 145 kg   | –82,5 kg       | Honolulu   |
| 19.09.1958 | Arranque        | 133,5 kg | –75 kg         | Estocolmo  |
| 19.09.1958 | Total           | 430 kg   | –75 kg         | Estocolmo  |
| 10.03.1961 | Desenvolvimento | 153 kg   | –82,5 kg       | Moscou     |
| 10.03.1961 | Total           | 460 kg   | –82,5 kg       | Moscou     |
| 17.06.1961 | Desenvolvimento | 153,5 kg | –82,5 kg       | Tóquio     |

Kono foi também um bem-sucedido fisiculturista e ganhou concursos nesse esporte.
Ao se retirar das competições, Kono treinou as equipes do México e da Alemanha Ocidental; também treinou a equipe masculina de levantamento de peso dos Estados Unidos entre 1972 a 1976 e a equipe feminina entre 1987 a 1990. Kono vivia no Havaí.
Em 1993 Kono foi eleito para o Weightlifting Hall of Fame. Em 2005, recebeu o título de Lifter of the Century da Federação Internacional de Halterofilismo.

## Morte
Kono morreu no dia 24 de abril de 2016, em Honolulu, Havaí por complicações da doença hepática, aos 85 anos de idade.